# Luuka (district)
Luuka is een district in het oosten van Oeganda. Hoofdstad van het district is de stad Luuka. Het district telde in 2020 naar schatting 267.000 inwoners op een oppervlakte van 649 km². In het district wordt onder andere suikerriet geteeld.
Vanaf de 18e eeuw was het Koninkrijk Luuka een van de vijf traditionele vorstendommen van Busoga.
Het district werd in 2010 opgericht door afsplitsing van het district Iganga. Hoofdplaats Luuka is de enige stad (town) in het district. Het district is onderverdeeld in 8 sub-counties, 43 gemeenten (parishes) en telt 239 dorpen.